# Chorążowce
Chorążowce (biał. Харужаўцы, Charużaucy; ros. Хоружевцы, Chorużewcy) – wieś na Białorusi, w obwodzie grodzieńskim, w rejonie lidzkim, w sielsowiecie Berdówka.

## Historia
W XIX i w początkach XX w. położone były w Rosji, w guberni wileńskiej, w powiecie lidzkim, w gminie Lida.
W dwudziestoleciu międzywojennym leżały w Polsce, w województwie nowogródzkim, w powiecie lidzkim, w gminie Lida. W 1921 miejscowość liczyła 130 mieszkańców, zamieszkałych w 24 budynkach, w tym 124 Białorusinów i 6 Polaków. 124 mieszkańców było wyznania prawosławnego i 6 rzymskokatolickiego.
Po II wojnie światowej w granicach Związku Sowieckiego. Od 1991 w niepodległej Białorusi.